# Fons d'inversió
Un fons d'inversió o fons d'investiment en finances, és un instrument d'estalvi que consisteix en un patrimoni format per valors mobiliaris administrats per una societat anònima gestora. Aquest patrimoni està dividit en participacions d'idèntiques característiques. Cada participació té un valor que ve donat pel valor efectiu del patrimoni, és a dir, per la cartera del fons. Els fons d'inversió són, doncs, institucions d'inversió col·lectiva de caràcter financer formades per patrimonis col·lectius a partir de les aportacions dels seus partícips.

## Objectiu
L'objecte del fons és la inversió del seu patrimoni en valors mobiliaris de renda fixa i renda variable, així com en actius monetaris, amb la finalitat d'assolir una rendibilitat elevada per mitjà de la inversió col·lectiva tot diversificant riscos. D'aquesta manera, es permet l'accés indirecte dels partícips als mercats financers amb una rendibilitat competitiva i una minimització dels riscos inherents a aquests mercats.
Els fons no tenen personalitat jurídica pròpia, i per aquesta raó necessiten una societat gestora, que els representa i n'assumeix la gestió i l'administració, i una Entitat Dipositària, que custodia els actius dels fons.
A canvi, la societat gestora del fons repercuteix una sèrie de comissions als partícips del fons per a retribuir la seva feina i totes les despeses associades a la gestió del fons. Entre aquestes comissions podem trobar la comissió de subscripció, de reemborsament, de gestió, de dipòsit (cobrada l'entitat dipositaria del fons), de custòdia (cobrada per part de l'entitat comercialitzadora del fons) o d'èxit (cobrada per la societat gestora del fons en funció de la rendibilitat obtinguda).
Per a l'inversor, un fons és un instrument d'estalvi i d'inversió acumulatiu i flexible, tant en les inversions com en les desinversions. La rendibilitat no se sap mai per endavant, sinó que està en funció de l'evolució del preu de les participacions que varien diàriament. Les plusvàlues obtingudes tributen com a guany patrimonial. Actualment, la legislació vigent a Espanya permet traspassar entre diferents fonts d'inversió, sense necessitar de reemborsar les participacions i, per tant, aflorar les plusvàlues corresponents.

## Tipologies
Les entitats financeres en comercialitzen de diversos tipus:
- Fons monetaris, inverteixen en actius monetaris
- Fons de renda fixa, inverteixen en actius financers de renda fixa.
- Fons de renda variable, inverteixen en actius financers de renda variable. Dins d'aquest tipus ens podem trobar amb diferents subtipus, en funció del sector, l'àrea geogràfica o, entre d'altres, la capitalització de les empreses on s'inverteix.
- Fons de renda mixta, inverteixen una part en renda fixa i una altra en renda variable.
- Fons garantits, garanteixen la recuperació del capital invertit a partir d'una data. Opcionalment també poden garantir una rendibilitat mínima.[2]

## Elements
- Els partícips són els propietaris del patrimoni del fons[2]
- La societat gestora són sovint societats anònimes, i el seu objecte social exclusiu és l'administració, gestió i representació d'institucions d'inversió col·lectiva (IIC) en aquest cas, de fons d'inversió.
- L'entitat dipositària és una institució autoritzada d'acord amb la Llei del Mercat de Valors i Inscrita a la CNMV per desenvolupar aquesta activitat. Les seves funcions principals són custodiar els valors que componen el patrimoni del fons, controlar la correcta actuació de l'entitat gestora i autoritzar els pagaments als partícips.[2]
- El patrimoni està format per les aportacions dels partícips més la revaloració de la cartera, més els rendiments dels cctius, menys les despeses de gestió i la previsió per a impostos.[2]
- El valor de participació: El patrimoni es divideix diàriament pel nombre de participacions en circulació, determinant d'aquesta manera el preu de participació que s'aplicarà a les compres i vendes al dia.
- La titularitat: Les participacions d'un fons d'inversió tenen la consideració de valors mobiliaris.[4] Les normes que regeixen els valors mobiliaris són les mateixes que regeixen els fons d'inversió.[2]